# انفجار بومباي 1944
وقع انفجار بومباي (أو انفجار أحواض سفن بومباي) في 14 أبريل 1944، في رصيف فيكتوريا للسفن في بومباي (اليوم مومباي) حين اشتعلت النيران في سفينة الشحن إس إس فورت ستيكيني، وهي تحمل شحنة متنوعة من رزم القطن والذهب والذخيرة بما في ذلك نحو 1400 طن من المتفجرات، ودُمرت في انفجارين هائلين، مما أدى إلى مقتل 800 إلى 1300 شخص. تشرد نحو 80,000 شخص وفقد 71 رجل إطفاء حياتهم في أعقاب ذلك.

## الحادثة
في نحو الساعة 14:00، تنبه الطاقم إلى نشوب حريق على متن الناقلة في مكان ما في العنبر رقم 2. لم يتمكن الطاقم وفرق إطفاء الرصيف وزوارق الإطفاء من إخماد الحريق رغم ضخ أكثر من 900 طن من المياه في السفينة، ولم يتمكنوا من العثور على المصدر بسبب الدخان الكثيف. كان الماء يغلي في جميع أنحاء السفينة، بسبب الحرارة الناجمة عن الحريق.
في الساعة 15:50 أُصدر أمر إخلاء السفينة، وبعد 16 دقيقة وقع انفجار كبير، أدى إلى شق السفينة إلى قسمين وكسر النوافذ على بعد 12 كم (7.5 ميل). كان هذا الانفجار وانفجارٌ ثانٍ لاحق شديدان بما يكفي ليظهر تسجيلهما على أجهزة قياس الزلازل في مرصد كولابا في المدينة. سجلت أجهزة الاستشعار اهتزازًا في شيملا، مدينة تبعد أكثر من 1700 كم عن الانفجار. أشعل مطر المواد المحترقة النار في عشوائيات المنطقة. اشتعلت النيران في مساحة 2 كم مربع (0.77 ميل مربع) في قوس نطاقه 800 م (870 ياردة) حول السفينة. غرقت 11 سفينة مجاورة أو كانت تغرق، وتكبد طاقم الطوارئ في الموقع خسائر جسيمة. تعرضت محاولات مكافحة الحريق لضربة أخرى عندما اكتسح الانفجار الثاني من السفينة المنطقة في الساعة 16:34. سقطت رزم القطن المحترق من السماء على السفن الراسية وساحة الرصيف ومناطق العشوائيات خارج الميناء. سُمع دوي الانفجار على بعد 80 كم (50 ميل). أُبيدت بعض أكثر الأجزاء تطورًا وأهمية من الناحية الاقتصادية في بومباي بسبب الانفجار والحريق الناتج عنه.

### الأخبار
وردت الأنباء حول تفاصيل الانفجارين والخسائر لأول مرة إلى العالم الخارجي بواسطة إذاعة سايغون، وهي محطة إذاعية تسيطر عليها اليابان وقدمت تقريرًا مفصلًا عن الحادث في 15 أبريل 1944. لم تسمح الرقابة الحربية البريطانية الهندية لمراسلي الأخبار بإرسال التقارير إلا في الأسبوع الثاني من مايو 1944. نشرت دورية تايم القصة في وقت متأخر وذلك في يوم 22 مايو 1944 ومع ذلك كان خبر الانفجار جديدًا بالنسبة للعالم الخارجي. صادر ضباط الجيش فيلمًا يصور الانفجارات وما أعقبها، للمصور السينمائي الهندي سوديش غاتاك، رغم عرض أجزاء منه  للجمهور على شكل نشرة إخبارية في وقت لاحق.

### الخسائر
يقدر إجمالي عدد القتلى في الانفجار بأكثر من 800 شخص، وتشير بعض التقديرات إلى أن الرقم يقارب 1300 شخص. لقي أكثر من 500 مدني مصرعهم، يقطن العديد منهم في المناطق العشوائية المجاورة، ولأن الانفجار كان في وقت الحرب، فقد خضعت المعلومات حول حجم الأضرار الكامل إلى رقابة جزئية، تتلخص نتائج الانفجار على النحو التالي:
- توفي 230 شخصًا تابع لخدمات الرصيف المختلفة بما في ذلك فرقة الإطفاء وموظفو الرصيف.[6]

- كان من بين الرقم المذكور أعلاه، 66 من رجال الإطفاء.[12]
- قُتل أكثر من 500 مدني.[6]
- تشير بعض التقديرات إلى أن إجمالي الوفيات وصل إلى 1300.[11]
- أُصيب أكثر من 2500 بجروح، بينهم مدنيون.[6]
- فُقدت 13 سفينة وتضررت بعض السفن الأخرى بشكل كلي أو جزئي.[6]
- مما ذُكر أعلاه، فُقدت 3 سفن تابعة للبحرية الملكية الهندية.[13]
- فُقد 31 صندوق خشبي، يحوي كل واحد منهم على 4 سبائك ذهبية، وزن كل واحدة منها 800 أونصة تروي أو 25 كغ تقريبًا . (استُرد معظمها)[6]
- دُمر أكثر من 50,000 طن من سفن الشحن بالمجمل وتضرر 50,000 طن آخر.
- خسارة أكثر من 50,000 طن من الحبوب الغذائية، منها الأرز، مما أدى إلى ظهور سوقٍ سوداء للحبوب الغذائية بعد ذلك.[10]